# Rugabano (vattendrag i Burundi, Gitega)
Rugabano är ett vattendrag i Burundi.   Det ligger i provinsen Gitega, i den centrala delen av landet, 70 kilometer öster om huvudstaden Bujumbura.
Omgivningarna runt Rugabano är en mosaik av jordbruksmark och naturlig växtlighet. Runt Rugabano är det tätbefolkat, med 276 invånare per kvadratkilometer.